# Krangeln

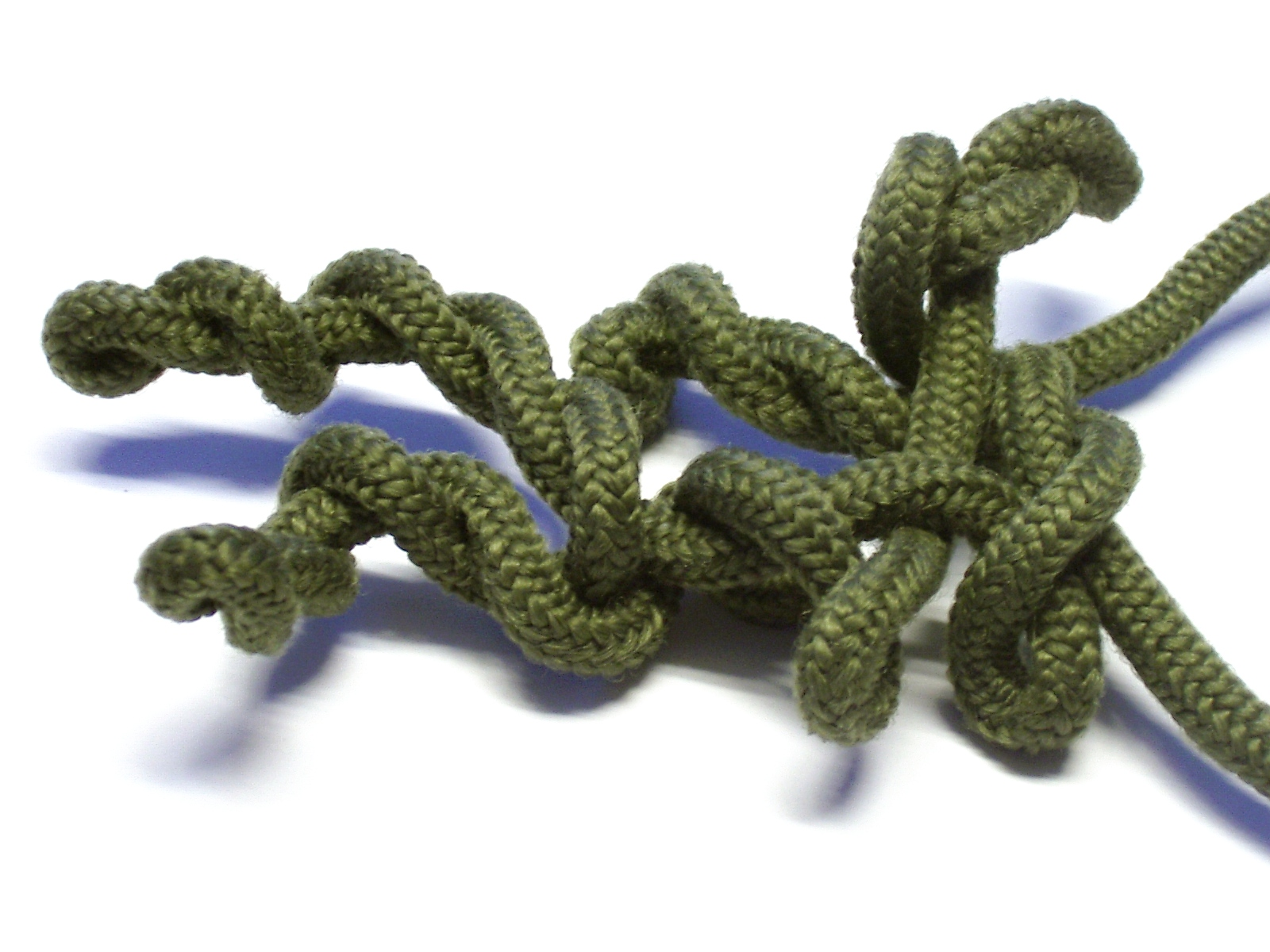
Stark verkrangelte Reepschnur

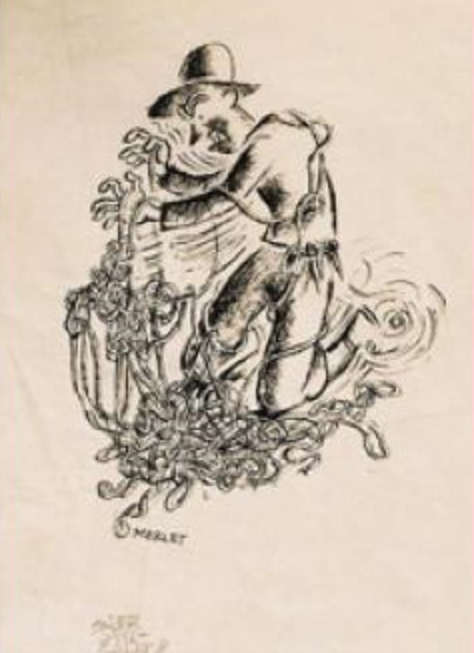
Erwin Merlet, Der Seilsalat. Ein stark verkrangeltes Seil ist schwer aufzunehmen

Krangeln bezeichnet die Verwindungen und Verdrehungen eines Seils. Der Begriff stammt ursprünglich aus der Sprache der Seiler, wird heute aber hauptsächlich im Klettersport verwendet.

## Krangeln im Klettersport
Während der Nutzung des Kletterseils und insbesondere beim Aufnehmen des Seils zu einer Seilpuppe verdreht sich das Seil, sodass es zu unerwünschten Überkreuzungen und Schlaufen im Seilverlauf kommt und dieser nicht mehr ungestört geradlinig ist. Dieses Verdrehen des Seils bezeichnet man als Krangeln. Die Stärke der Krangelbildung ist neben der Länge des Seils auch vom Fabrikat abhängig, gänzlich krangelfreie Seile gibt es jedoch nicht.
Beim Sichern entstehen Krangel, wenn das Seil durch ein Sicherungsgerät läuft, bei dem es verdreht wird. Insbesondere beim Halbmastwurf kommt es zu starker Krangelbildung, vor allem wenn er nicht optimal bedient wird (nicht parallele Seilführung). Der Abseilachter sowie halbautomatische Sicherungsgeräte wie das Grigri erzeugen weniger bzw. fast keine Krangel.
Im Weiteren kann es auch zu Krangeln führen, wenn am Top so eingehängt wird, dass es zu einer Verdrehung des Seils kommt.
Während Krangeln beim Seilaufnehmen nur lästig ist, kann es beim Sichern auch Gefahren bergen: Das Seil kann sich beim Ausgeben im Sicherungsgerät verheddern, sodass ein kontrolliertes Seilausgeben oder Ablassen erschwert wird. Beim Sichern mit der HMS-Sicherung kann ein stark krangelndes Seil auch beim Einholen das Umschlagen des Halbmastwurfs beeinträchtigen oder sogar den Karabiner öffnen. Auch ein Öffnen des Karabiners am Top ist denkbar. Darüber hinaus nimmt das Auflösen von Krangeln die Aufmerksamkeit des Sichernden stark in Anspruch, was zu Fehlern bei der Sicherung führen kann. Beim Toprope-Klettern bilden sich die Krangel am Seil des Kletterers, direkt nach dem Anseilknoten. Stürzt der Kletterer so ins fixierte Seil, erhöht sich die Strecke, bis er zum Stillstand kommt. Auch beim Abseilen stellen Krangel ein Problem bzw. eine Gefahr dar, da das Lösen der Krangel eine verminderte Aufmerksamkeit bzw. das Loslassen des Seils zur Folge haben kann.
Es gibt Wege, ein Seil aufzunehmen, ohne dass es krangelt, beispielsweise indem man es in Form einer Acht oder einer Seilpuppe aufschießt. Auch beim Ablegen in einen Seilsack sollte das Seil systematisch abgelegt werden, um Krangelbildung zu vermeiden.
Fabrikneue Seile müssen vor erster Verwendung entsprechend der Anleitung – und somit der Verpackungsmethode – abgerollt werden. Bei falscher Vorgehensweise können sie so stark krangeln, dass sie bis zur Auflösung der Schlingen nicht verwendbar sind. Marktüblich sind folgende Verpackungen:
- Aufwickeln im Einzel- oder Doppelstrang auf eine Haspel. Diese Seile können durch haspelartige Armbewegungen oder Drehen des Bündels auf einer Tischplatte abgerollt werden.
- Aufschießen zu einer Seilpuppe durch einen Industrieroboter. Diese Seile werden nach Entfernen der Banderole einmal durchgezogen.
- Aufwickeln im Einzelstrang nach dem 3D-Lapcoiling-Verfahren, bei dem bei jeder Drehung der Haspel diese um eine orthogonale Achse das Seil vorwindet. Diese Seile können bei der ersten Verwendung direkt aus der Mitte der Verpackung gezogen werden.

Vorhandene Krangel können durch Ausdrehen bzw. durch Durchziehen des Seils durch ein Top oder auch durch Aushängenlassen (etwa an einer Brücke) entfernt werden.

## Andere Bereiche
Damit sich eine Springschnur beim Rotieren nicht verdrillt, können sich ihre beiden Enden in den hohlen Handgriffen (bei geringer Zugkraft in hoher Position) frei drehen.
Auch Elektrokabel können beim Aufnehmen krangeln, was bis zur Unbrauchbarkeit des Kabels führen kann. Dagegen hilft Aufnehmen wechselweise an die Vorder- und an die Hinterseite einer Windung, Ablegen in Form einer Acht oder Aufspulen auf eine Spule.
Wird bei der Nutzung eines Kabels immer wieder ein Drall in eine Richtung eingebracht, wie beim Rasenmähen durch überwiegendes Kreisen in einer Richtung, oder bei einseitigen halben Rotationen beim Aufnehmen und Ablegen eines angeschlossen oder eingesteckt bleibenden Handgeräts wie etwa eines Telefonhörers, summiert sich der Drall und führt zu Krangeln, was sich in der Verdrillung von Kabelschlaufen entladen kann. Verdrillt eine Spiralkabelschlaufe, durchdringen sich zwei Helices, die bald nur mehr schwer zu entwirren sind. Daher gibt es sogenannte „Entzwirler“ mit Western-Stecker und -Buchse, die, am Höreranschluss zwischengesteckt, das unendliche Rotieren des Hörers ermöglichen.
Zwirn ist aus Teilfäden gedrehter Nähfaden, der, wenn mit der Handnadel als längeres Stück durch festen Stoff oder Leder vernäht, beim Durchziehen durch das Nähgut oder durch die Nadelöse Drall erzeugen kann. Der für die Festigkeit des Zwirns nötige Eigendrall kann dadurch verschoben werden und der Zwirn sich auflösen oder als Schlinge verdrillen und das Nähen hemmen.
Um gute Flexibilität zu erreichen, sind in Elektrokabeln – ausgenommen Koaxialkabel, Flachkabel oder nicht mehr als zweipolige – die Einzelleiter insgesamt verdrillt, bei vielpoligen Daten- oder Telefonkabel eventuell zusätzlich (vorher) paarweise – „twisted pair“. Besteht ein Leiter selbst aus feinädrigen Litzen, sind auch diese verdrillt. Wird in solcherart chirale Kabel ein Drall eingebracht, löst er in der einen und der anderen Richtung eventuell unterschiedliches Krangeln aus. Telefonhörerkabel, die aus vier Litzenleitern geflochten sind, können auch nichtchiral gestaltet sein. Spezielle geflochtene dicke einpolige Litzenkabel sind dadurch zwar sehr flexibel, doch eher drallsteifer und krangeln dadurch schnell.